# Lista celor mai mari lacuri în funcție de adâncime

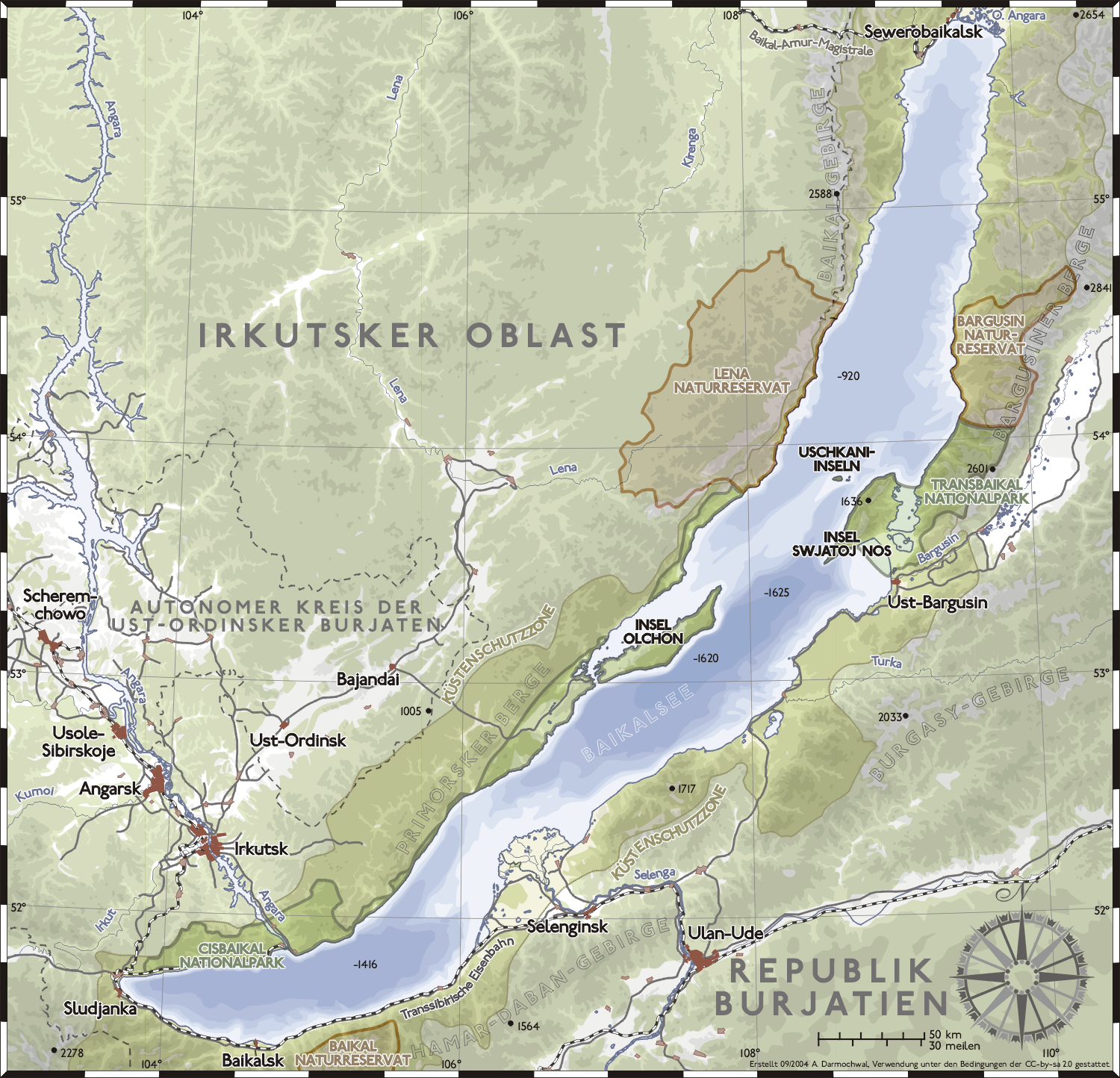
Lacul Baikal din Rusia, cel mai adânc lac din lume (adâncime medie, adâncime maximă)

Lista celor mai mari lacuri în funcție de adâncime clasifică întinderile naturale mari și relativ fixe de apă aflate la suprafața Pământului sau în apropierea acesteia, localizate într-unul sau mai multe bazine interconectate, înconjurate de uscat și izolate față de mări și oceane (lacuri), în funcție de valorile medii și maxime ale adâncimii.

## Preambul
Nu există o definiție universal acceptată a unui lac, nici o delimitare clară față de o baltă sau un iaz. În general, se consideră că lacurile sunt ape stătătoare situate pe un continent, arhipelag sau insulă și sunt separate de mări și oceane, deși pot fi conectate la acestea prin râuri. Din punct de vedere geologic, lacurile sunt corpuri de apă temporare. 
Unii limnologi consideră lacurile ca fiind corpuri de apă de dimensiuni mai mari, pentru care turbulențele induse de vânt, acțiunea valurilor și interacțiunea acestora cu malurile joacă un rol major în amestecarea volumului de apă conținut. Conform definiției din limnologie, un corp de apă naturală este considerat lac dacă este caracterizat de adâncime, suprafață sau volum suficiente pentru a provoca depunerea, zonarea sau stratificarea sedimentelor, o singură condiție îndeplinită fiind suficientă pentru a-i conferi acest statut.
Unii hidrologi au propus definirea termenului „lac” ca o întindere de apă cu următoarele cinci caracteristici:
- umple parțial sau total unul sau mai multe bazine conectate prin strâmtori,
- are în esență același nivel al apei în toate părțile (cu excepția variațiilor relativ scurte cauzate de vânt, stratul de gheață variabil, debitele crescute ale apelor influente etc.),
- nu prezintă intruziuni regulate de apă de mare,
- o proporție considerabilă din sedimentele suspendate în apă este captată de bazine (pentru ca acest lucru să se întâmple, acestea trebuie să aibă un raport debit-volum suficient de mic),
- suprafața măsurată la nivelul mediu al apei depășește un prag ales arbitrar (de exemplu, un hectar).

În 1957, britanicul George Evelyn Hutchinson, considerat părintele ecologiei moderne, a publicat o monografie intitulată „Tratat de limnologie” (A Treatise on Limnology), considerată un punct de referință al tuturor tipurilor majore de lacuri, al originii, caracteristicilor morfometrice și distribuției acestora, propunând o clasificare a lacurilor în funcție de originea lor. Această clasificare identifică 11 tipuri majore de lacuri care sunt împărțite în 76 subtipuri.
Majoritatea lacurilor sunt de apă dulce și reprezintă aproape toată apa dulce de la suprafața Pământului, dar unele sunt lacuri sărate, cu salinitate chiar mai mare decât cea a apei de mare. De asemenea, lacurile sunt caracterizate de variații semnificative în ceea ce privește suprafața și volumul de apă. Majoritatea lacurilor sunt alimentate și/sau drenate de izvoare, pâraie sau râuri, dar unele lacuri sunt endoreice, fără nicio scurgere, în timp ce lacurile vulcanice sunt alimentate direct de precipitații și nu de cursuri de apă influente (de intrare).
Un studiu din 2016 elaborat sub egida Institutului de Tehnologie din Massachusetts, Muzeului de Știință din Minnesota și Universității Umeå din Suedia a estimat numărul de lacuri de pe Terra la peste 100 de milioane, cu un volum total de apă conținut de peste 199.000 km3 și o adâncime medie de 41,8 m.
Lista include lacurile cu o adâncime medie de peste 100 m. Ordinea este descrescătoare, în funcție de valorile medii ale adâncimii.

## Lista celor mai adânci lacuri din lume
| Coduri de culoare pentru continent | Coduri de culoare pentru continent | Coduri de culoare pentru continent | Coduri de culoare pentru continent | Coduri de culoare pentru continent | Coduri de culoare pentru continent | Coduri de culoare pentru continent | Coduri de culoare pentru continent |
| Africa                             | Antarctica                         | Asia                               | Eurasia                            | Europa                             | America de Nord                    | Oceania                            | America de Sud                     |
| ---------------------------------- | ---------------------------------- | ---------------------------------- | ---------------------------------- | ---------------------------------- | ---------------------------------- | ---------------------------------- | ---------------------------------- |

| Loc  | Imagine | Nume | Țară                                                      | Localizare                                                            | Adâncime medie (m) | Adâncime maximă (m) | Coordonate                                        |
|      |         | |                                                           |                                                                       |                    |                     |                                                   |
| ---- | ------- | --- | --------------------------------------------------------- | --------------------------------------------------------------------- | ------------------ | ------------------- | ------------------------------------------------- |
| 1.   |         | Lacul Baikal (în rusă Байкал, transliterat: Baikal)                                                                                                  | Rusia                                                     | Bureatia și Irkuțk (Siberia)                                          | 744,4              | 1.642               | 53°30′00″N 108°00′00″E / 53.50000°N 108.00000°E   |
| 2.   |         | Lacul Tanganyika (în engleză Lake Tanganyika, în franceză Lac Tanganyika)                                                                            | Tanzania · Republica Democratică Congo · Burundi · Zambia | Marile Lacuri Africane                                                | 570                | 1.470               | 6°06′00″S 29°30′00″E / 6.10000°S 29.50000°E       |
| 3.   |         | Lacul Vostok (în engleză Lake Vostok, în rusă Озеро Восток, transliterat: Ozero Vostok)                                                              | Antarctica                                                | Calota glaciară antarctică de est                                     | 432                | 900                 | 78°28′00″S 106°48′00″E / 78.4667°S 106.8°E        |
| 4.   |         | Lacul General Carrera/Buenos Aires (în spaniolă Lago Buenos Aires/General Carrera)                                                                   | Chile · Argentina                                         | Provincia General Carrera (Chile) și Provincia Santa Cruz (Argentina) | 400                | 586                 | 46°26′15″S 71°42′54″W / 46.4375°S 71.715°V        |
| 5.   |         | Lacul Crater (în engleză Crater Lake) | Statele Unite                                             | Oregon                                                                | 352,8              | 594                 | 42°57′00″N 122°06′00″W / 42.950°N 122.1°V         |
| 6.   |         | Lacul Tahoe (în engleză Lake Tahoe) | Statele Unite                                             | California și Nevada                                                  | 307,6              | 501                 | 39°05′00″N 120°02′00″W / 39.083333°N 120.033333°V |
| 7.   |         | Lacul Adams (în engleză Adams Lake) | Canada                                                    | Columbia Britanică                                                    | 299                | 457                 | 51°10′09″N 119°34′25″W / 51.169167°N 119.573611°V |
| 8.   |         | Lacul Malawi (în engleză Lake Malawi, în franceză Lac Malawi)                                                                                        | Malawi · Mozambic · Tanzania                              | Marile Lacuri Africane                                                | 292                | 706                 | 12°11′00″S 34°22′00″E / 12.183333°S 34.366667°E   |
| 9.   |         | Lacul Tazawa (în japoneză 田沢湖, transliterat: Tazawako)                                                                                            | Japonia                                                   | Prefectura Akita, Honshu                                              | 280                | 423                 | 39°43′30″N 140°39′41″E / 39.725°N 140.661389°E    |
| 10.  |         | Issîk-Kul (în kîrgîză Ысык-Көл, transliterat: Isık-Köl)                                                                                              | Kârgâzstan                                                | Tian-Șan                                                              | 278,4              | 668                 | 42°26′00″N 77°11′00″E / 42.43333°N 77.18333°E     |
| 11.  |         | Lacul Shikotsu (în japoneză 支笏湖, transliterat: Shikotsuko)                                                                                        | Japonia                                                   | Hokkaido                                                              | 265,4              |                     | 42°45′00″N 141°20′00″E / 42.75°N 141.3333°E       |
| 12.  |         | Lacul Concordia (în engleză Concordia Subglacial Lake)                                                                                               | Antarctica                                                | Platoul Antarctic                                                     | 250                |                     | 74°06′00″S 125°09′00″E / 74.100°S 125.15°E        |
| 13.  |         | Lacul Crveno (Lacul Roșu) (în croată Crveno jezero)                                                                                                  | Croația                                                   | Cantonul Split-Dalmația                                               | 245                |                     | 43°27′15″N 17°11′57″E / 43.454256°N 17.199247°E   |
| 14.  |         | Lacul Kivu (în franceză Lac Kivu) | Republica Democratică Congo · Rwanda                      | Marile Lacuri Africane                                                | 240                | 480                 | 2°03′44″S 29°07′24″E / 2.062238°S 29.123383°E     |
| 14.  |         | Lacul Matano (în indoneziană Danau Matano) | Indonezia                                                 | Sulawesi                                                              | 240                | 590                 | 2°29′07″S 121°20′00″E / 2.485278°S 121.333333°E   |
| 16.  |         | Lacul Hornindalsvatnet (în norvegiană Hornindalsvatnet)                                                                                              | Norvegia                                                  | Vestland                                                              | 237,6              | 514                 | 61°55′48″N 6°18′36″E / 61.93000°N 6.31000°E       |
| 17.  |         | Lacul Quilotoa (în spaniolă Quilotoa) | Ecuador                                                   | Provincia Cotopaxi                                                    | 220                |                     | 0°51′40″S 78°53′50″W / 0.861194°S 78.897286°V     |
| 18.  |         | Lacul Toba (în indoneziană Danau Toba) | Indonezia                                                 | Sumatra                                                               | 216                | 505                 | 2°40′48″N 98°52′48″E / 2.68000°N 98.88000°E       |
| 19.  |         | Lacul Tiānchí/Cheonji (în chineză: 天池, transliterat: Tiānchí, în coreeană 천지, transliterat: Cheonji)                                             | Coreea de Nord · China                                    | Provincia Ryanggang (Coreea de Nord) și Jilin, (China)                | 213                |                     | 42°00′22″N 128°03′25″E / 42.006°N 128.057°E       |
| 20.  |         | Marea Caspică (în rusă Каспийское море, transliterat: Kaspiiskoe more, în persană دریای خزر, transliterat: Dariyaye khzar)                           | Kazahstan · Turkmenistan · Azerbaidjan · Rusia · Iran     | Bazinul endoreic al Mării Caspice                                     | 211                | 1.025               | 42°00′00″N 50°30′00″E / 42.000°N 50.5°E           |
| 21.  |         | Kara-Kul (Lacul Negru) (în tadjikă Қарокӯл, transliterat: Qarokūl)                                                                                   | Tadjikistan                                               | Pamir                                                                 | 210                |                     | 39°02′24″N 73°25′12″E / 39.04000°N 73.42000°E     |
| 22.  |         | Lacul Sarez (în tadjikă Сарез, transliterat: Sarez)                                                                                                  | Tadjikistan                                               | Gorno-Badahșan                                                        | 201,8              | 505                 | 38°12′06″N 72°45′27″E / 38.201667°N 72.7575°E     |
| 23.  |         | Lacul Kurile (în rusă Курильское, transliterat: Kurilskoe)                                                                                           | Rusia                                                     | Peninsula Kamceatka                                                   | 195                |                     | 51°27′26″N 157°05′55″E / 51.4572°N 157.0986°E     |
| 24.  |         | Lacul Fagnano (în spaniolă Lago Fagnano) | Argentina · Chile                                         | Țara de Foc                                                           | 193,8              | 449                 | 54°32′36″S 67°59′00″W / 54.543333°S 67.983333°V   |
| 25.  |         | Lacul Tinn (în norvegiană Tinnsjå) | Norvegia                                                  | Telemark                                                              | 190                | 460                 | 59°54′00″N 8°54′36″E / 59.90000°N 8.91000°E       |
| 25.  |         | Lacul Todos los Santos (în spaniolă Lago Todos los Santos)                                                                                           | Chile                                                     | Provincia Llanquihue                                                  | 190                |                     | 41°08′00″S 72°12′00″W / 41.133333°S 72.2°V        |
| 27.  |         | Marea Moartă (în arabă البحر الميت, transliterat: Albahr almayit, în ebraică ים המלח, transliterat: Yim hamlach)                                     | Iordania · Palestina · Israel                             | Bazin endoreic al văii Iordanului                                     | 188,4              |                     | 31°30′00″N 35°30′00″E / 31.500°N 35.5°E           |
| 28.  |         | Lacul Chapo (în spaniolă Lago Chapo) | Chile                                                     | Provincia Llanquihue                                                  | 183,1              |                     | 41°27′00″S 72°30′00″W / 41.450°S 72.5°V           |
| 29.  |         | Lacul Llanquihue (în spaniolă Lago Llanquihue) | Chile                                                     | Provincia Llanquihue și Provincia Osorno                              | 182                |                     | 41°08′00″S 72°47′00″W / 41.133333°S 72.783333°V   |
| 30.  |         | Lacul Maggiore (în italiană Lago Maggiore) | Italia · Elveția                                          | Lombardia, Piemont (Italia) și Ticino (Elveția)                       | 177,4              |                     | 46°05′53″N 8°42′53″E / 46.098056°N 8.714722°E     |
| 31.  |         | Lacul Ranau (în indoneziană Danau Ranau) | Indonezia                                                 | Sumatra                                                               | 174                |                     | 4°51′45″S 103°55′50″E / 4.8625°S 103.930556°E     |
| 31.  |         | Lacul Telețkoe (în rusă Телецкое, transliterat: Telețkoe)                                                                                            | Rusia                                                     | Munții Altai, Republica Altai                                         | 174                |                     | 51°31′45″N 87°42′53″E / 51.529167°N 87.714722°E   |
| 33.  |         | Lacul Brienz (în germană Brienzersee) | Elveția                                                   | Cantonul Berna                                                        | 173                |                     | 46°43′39″N 7°58′19″E / 46.7275°N 7.971944°E       |
| 33.  |         | Lacul Colico (în spaniolă Lago Colico) | Chile                                                     | Provincia Cautín                                                      | 173                |                     | 39°05′08″S 71°58′22″W / 39.085556°S 71.972778°V   |
| 33.  |         | Lacul Traful (în spaniolă Lago Traful) | Argentina                                                 | Provincia Neuquén                                                     | 173                |                     | 40°38′05″S 71°25′36″W / 40.634722°S 71.426667°V   |
| 36.  |         | Lacul Lundevatnet (în norvegiană Lundevatnet) | Norvegia                                                  | Rogaland și Agder                                                     | 172                |                     | 58°24′55″N 6°35′45″E / 58.41538°N 6.59592°E       |
| 37.  |         | Lacul Slocan (în engleză Slocan Lake) | Canada                                                    | Columbia Britanică                                                    | 171                |                     | 49°57′00″N 117°23′00″W / 49.95°N 117.383333°V     |
| 37.  |         | Lacul Van (în turcă Van Gölü) | Turcia                                                    | Regiunea Anatolia de Est                                              | 171                | 451                 | 38°38′00″N 42°49′00″E / 38.633333°N 42.816667°E   |
| 39.  |         | Lacul Ilopango (în spaniolă Lago de Ilopango) | El Salvador                                               | San Salvador, La Paz și Cuscatlán                                     | 170                |                     | 13°40′12″N 89°03′00″V / 13.67000°N 89.05000°V     |
| 40.  |         | Lacul Te Anau (în engleză Lake Te Anau) | Noua Zeelandă                                             | Insula de Sud                                                         | 168,8              | 425                 | 45°12′00″S 167°48′00″E / 45.200°S 167.8°E         |
| 41.  |         | Lacul Lácar (în spaniolă Lago Lácar) | Argentina                                                 | Provincia Neuquén                                                     | 167                |                     | 40°11′00″S 71°32′00″W / 40.183333°S 71.533333°V   |
| 42.  |         | Lacul Rupanco (în spaniolă Lago Rupanco) | Chile                                                     | Provincia Osorno                                                      | 163                |                     | 40°49′20″S 72°28′40″W / 40.822222°S 72.477778°V   |
| 43.  |         | Lacul Riñihue (în spaniolă Lago Riñihue) | Chile                                                     | Provincia Valdivia                                                    | 162                |                     | 39°50′36″S 72°17′39″W / 39.843333°S 72.294167°V   |
| 44.  |         | Lacul Nimpkish (în engleză Nimpkish Lake) | Canada                                                    | Columbia Britanică, Insula Vancouver                                  | 161                |                     | 50°24′01″N 126°58′33″W / 50.400278°N 126.975833°V |
| 45.  |         | Lacul Azure (în engleză Azure Lake) | Canada                                                    | Columbia Britanică, Wells Gray Provincial Park                        | 157,2              |                     | 52°23′00″N 120°07′00″W / 52.383333°N 120.116667°V |
| 46.  |         | Lacul Nahuel Huapi (în spaniolă Lago Nahuel Huapi)                                                                                                   | Argentina                                                 | Provincia Río Negro și Provincia Neuquén                              | 157                | 464                 | 41°05′25″S 71°20′08″W / 41.090278°S 71.335556°V   |
| 46.  |         | Lacul Quesnel (în engleză Quesnel Lake) | Canada                                                    | Columbia Britanică                                                    | 157                | 511                 | 52°32′00″N 121°02′00″W / 52.533333°N 121.033333°V |
| 48.  |         | Lacul Suldalsvatnet (în norvegiană Suldalsvatnet) | Norvegia                                                  | Rogaland                                                              | 156                |                     | 59°31′36″N 6°35′57″E / 59.5267°N 6.5991°E         |
| 49.  |         | Lacul Argentino (în spaniolă Lago Argentino) | Argentina                                                 | Provincia Santa Cruz                                                  | 155,4              | 719                 | 50°14′00″S 72°46′00″W / 50.233333°S 72.766667°V   |
| 50.  |         | Lacul Del Toro (în spaniolă Lago del Toro) | Chile                                                     | Provincia Última Esperanza                                            | 155                |                     | 51°14′00″S 72°45′00″W / 51.233333°S 72.75°V       |
| 50.  |         | Lacul Ohrid (în albaneză Liqeni i Ohrit) | Macedonia de Nord · Albania                               | Peninsula Balcanică                                                   | 155                |                     | 41°02′00″N 20°43′00″E / 41.033333°N 20.716667°E   |
| 50.  |         | Lacul Salvatnet (în norvegiană Salvatnet) | Norvegia                                                  | Trøndelag                                                             | 155                | 482                 | 64°42′39″N 11°33′17″E / 64.7108°N 11.5546°E       |
| 53.  |         | Lacul Atitlán (în spaniolă Lago de Atitlán) | Guatemala                                                 | Munții Sierra Madre de Chiapas                                        | 154                |                     | 14°42′00″N 91°12′00″W / 14.700°N 91.2°V           |
| 53.  |         | Lacul Como (în italiană Lago di Como) | Italia                                                    | Lombardia                                                             | 154                | 425                 | 45°59′25″N 9°15′42″E / 45.9903°N 9.2617°E         |
| 55.  |         | Lacul Geneva (în franceză Léman) | Elveția · Franța                                          | Vaud, Geneva, Valais (Elveția) și Haute-Savoie (Franța)               | 153,4              |                     | 46°27′00″N 6°33′00″E / 46.450°N 6.55°E            |
| 56.  |         | Lacul Jökulsárlón (în islandeză Jökulsárlón) | Islanda                                                   | Parcul Național Vatnajökull                                           | 153                |                     | 64°04′13″N 16°12′42″W / 64.070278°N 16.211667°V   |
| 57.  |         | Lacul Harrison (în engleză Harrison Lake) | Canada                                                    | Columbia Britanică, Munții Coastei                                    | 151,4              |                     | 49°30′00″N 121°50′00″W / 49.5°N 121.833333°V      |
| 58.  |         | Lacul Mjøsa (în norvegiană Mjøsa) | Norvegia                                                  | Innlandet și Akershus                                                 | 150                | 453                 | 60°45′00″N 10°52′12″E / 60.75000°N 10.87000°E     |
| 58.  |         | Lacul Powell (în engleză Powell Lake) | Canada                                                    | Columbia Britanică                                                    | 150                |                     | 50°05′00″N 124°25′00″W / 50.083333°N 124.416667°V |
| 60.  |         | Lacul Menéndez (în spaniolă Lago Menéndez) | Argentina                                                 | Provincia Chubut                                                      | 149,9              |                     | 42°41′04″S 71°50′10″W / 42.6844°S 71.8361°V       |
| 61.  |         | Lacul Manapouri (în engleză Lake Manapouri) | Noua Zeelandă                                             | Insula de Sud                                                         | 149                | 444                 | 45°30′00″S 167°30′00″E / 45.500°S 167.5°E         |
| 61.  |         | Lacul Singkarak (în indoneziană Danau Singkarak) | Indonezia                                                 | Sumatra                                                               | 149                |                     | 0°36′44″S 100°32′21″E / 0.612269°S 100.539206°E   |
| 63.  |         | Lacul Superior (în engleză Lake Superior) | Canada · Statele Unite                                    | Ontario (Canada) și Michigan, Minnesota, Wisconsin (Statele Unite)    | 147                | 406                 | 47°42′00″N 87°30′00″W / 47.700°N 87.5°V           |
| 64.  |         | Lacul Chelan (în engleză Lake Chelan) | Statele Unite                                             | Washington                                                            | 144                | 453                 | 47°50′28″N 120°02′47″W / 47.841111°N 120.046389°V |
| 65.  |         | Lacul Huechulafquen (în spaniolă Lago Huechulafquen)                                                                                                 | Argentina                                                 | Provincia Neuquén                                                     | 142                |                     | 39°46′12″S 71°22′48″W / 39.770°S 71.38°V          |
| 65.  |         | Lacul Pend Oreille (în engleză Lake Pend Oreille) | Statele Unite                                             | Idaho                                                                 | 142                |                     | 48°10′00″N 116°20′00″W / 48.166667°N 116.333333°V |
| 67.  |         | Lacul Anderson (în engleză Anderson Lake) | Canada                                                    | Columbia Britanică                                                    | 140                |                     | 50°37′59″N 122°24′35″W / 50.633056°N 122.409722°V |
| 67.  |         | Lacul Nemrut (în turcă Nemrut Gölü) | Turcia                                                    | Provincia Bitlis                                                      | 140                |                     | 38°37′10″N 42°13′20″E / 38.619444°N 42.222222°E   |
| 67.  |         | Lacul Redoubt (în engleză Redoubt Lake) | Statele Unite                                             | Alaska, Insula Baranof                                                | 140                |                     | 56°53′28″N 135°14′52″W / 56.891111°N 135.247778°V |
| 70.  |         | Lacul Storsjøen [în norvegiană Storsjøen (Rendalen)]                                                                                                 | Norvegia                                                  | Innlandet                                                             | 139                |                     | 61°27′08″N 11°18′35″E / 61.452222°N 11.309722°E   |
| 71.  |         | Lacul Huvsgul (în mongolă Хөвсгөл нуур, transliterat: Khövsgöl nuur)                                                                                 | Mongolia                                                  | Munții Saian                                                          | 138                |                     | 51°06′00″N 100°30′00″E / 51.100°N 100.5°E         |
| 72.  |         | Lacul Mashū (în japoneză 摩周湖, transliterat: Mashūko)                                                                                              | Japonia                                                   | Insula Hokkaidō                                                       | 137,5              |                     | 43°35′00″N 144°32′00″E / 43.583333°N 144.533333°E |
| 73.  |         | Lacul Lonar (în tamilă லோனார் பள்ளத்தாக்கு ஏரி, transliterat: Lōṉār paḷḷattākku ēri)                                                                          | India                                                     | Dekkan                                                                | 137                |                     | 19°58′36″N 76°30′30″E / 19.976667°N 76.508333°E   |
| 73.  |         | Lacul Ørsdalsvatnet (în norvegiană Ørsdalsvatnet) | Norvegia                                                  | Rogaland                                                              | 137                |                     | 58°37′48″N 6°14′24″E / 58.63000°N 6.24000°E       |
| 75.  |         | Lacul Garda (în italiană Lago di Garda) | Italia                                                    | Lombardia, Veneto și Trentino                                         | 136                |                     | 45°38′00″N 10°40′00″E / 45.633333°N 10.666667°E   |
| 75.  |         | Lacul Thun (în germană Thunersee) | Elveția                                                   | Cantonul Berna                                                        | 136                |                     | 46°41′24″N 7°42′56″E / 46.69000°N 7.71556°E       |
| 77.  |         | Lacul Ikeda (în japoneză 池田湖, transliterat: Ikedako)                                                                                              | Japonia                                                   | Kyushu                                                                | 135                |                     | 31°14′00″N 130°34′00″E / 31.233333°N 130.566667°E |
| 77.  |         | Lacul Yelcho (în spaniolă Lago Yelcho) | Chile                                                     | Provincia Palena                                                      | 135                |                     | 43°18′00″S 72°18′00″W / 43.300°S 72.3°V           |
| 79.  |         | Lacul Lugano (în italiană Lago di Lugano) | Elveția · Italia                                          | Ticino (Elveția) și Lombardia (Italia)                                | 134                |                     | 45°59′00″N 8°58′00″E / 45.983333°N 8.966667°E     |
| 80.  |         | Loch Ness (în engleză Loch Ness) | Regatul Unit                                              | Scoția, Caledonia                                                     | 132                |                     | 57°18′00″N 4°27′00″W / 57.300°N 4.45°V            |
| 81.  |         | Lacul Oppstrynsvatnet (în norvegiană Oppstrynsvatnet)                                                                                                | Norvegia                                                  | Vestland                                                              | 131                |                     | 61°56′06″N 6°55′20″E / 61.935°N 6.922222°E        |
| 82.  |         | Lacul Wakatipu (în engleză Lake Wakatipu) | Noua Zeelandă                                             | Otago, Insula de Sud                                                  | 130                | 420                 | 45°03′00″S 168°30′00″E / 45.050°S 168.5°E         |
| 83.  |         | Lacul Breimsvatnet (în norvegiană Breimsvatnet) | Norvegia                                                  | Vestland                                                              | 129                |                     | 61°42′00″N 6°23′24″E / 61.70000°N 6.39000°E       |
| 84.  |         | Lacul Mainit (în engleză Lake Mainit) | Filipine                                                  | Mindanao                                                              | 128                |                     | 9°25′57″N 125°31′22″E / 9.4325°N 125.522778°E     |
| 85.  |         | Lacul Panguipulli (în spaniolă Lago Panguipulli) | Chile                                                     | Provincia Valdivia                                                    | 126                |                     | 39°41′39″S 72°14′30″W / 39.694167°S 72.241667°V   |
| 86.  |         | Lacul Great Central (în engleză Great Central Lake)                                                                                                  | Canada                                                    | Columbia Britanică, Insula Vancouver                                  | 124                |                     | 49°22′05″N 125°11′45″W / 49.368056°N 125.195833°V |
| 86.  |         | Lacul Iseo (în italiană Lago d'Iseo) | Italia                                                    | Lombardia                                                             | 124                |                     | 45°43′00″N 10°05′00″E / 45.71667°N 10.08334°E     |
| 88.  |         | Lacul Greve (în spaniolă Lago Greve) | Chile                                                     | Provincia Última Esperanza                                            | 123,3              |                     | 49°00′00″S 73°56′00″W / 49°S 73.933333°V          |
| 89.  |         | Lacul Ranco (în spaniolă Lago Ranco) | Chile                                                     | Provincia Ranco                                                       | 122                |                     | 40°14′51″S 72°23′07″W / 40.2475°S 72.385278°V     |
| 89.  |         | Lacul Timiskaming (în engleză Lake Timiskaming) | Canada                                                    | Ontario și Quebec                                                     | 122                |                     | 47°20′00″N 79°30′00″W / 47.333333°N 79.5°V        |
| 91.  |         | Lacul Bandak (în norvegiană Bandak) | Norvegia                                                  | Telemark                                                              | 121                |                     | 59°23′53″N 8°18′23″E / 59.398056°N 8.306389°E     |
| 91.  |         | Lacul Maihue (în spaniolă Lago Maihue) | Chile                                                     | Provincia Ranco                                                       | 121                |                     | 40°17′00″S 72°03′00″W / 40.283333°S 72.05°V       |
| 93.  |         | Lacul Fyresvatnet (în norvegiană Fyresvatnet) | Norvegia                                                  | Telemark                                                              | 120                |                     | 59°05′00″N 8°10′51″E / 59.0833°N 8.1808°E         |
| 93.  |         | Lacul Kanas (în chineză: 喀纳斯湖, transliterat: Kā nà sī hú)                                                                                        | China                                                     | Xinjiang                                                              | 120                |                     | 48°49′17″N 87°02′50″E / 48.821389°N 87.047222°E   |
| 93.  |         | Lacul Towuti (în indoneziană Danau Towuti) | Indonezia                                                 | Sulawesi                                                              | 120                |                     | 2°45′00″S 121°30′00″E / 2.750°S 121.5°E           |
| 93.  |         | Lacul Villarrica (în spaniolă Lago Villarrica) | Chile                                                     | Provincia Cautín                                                      | 120                |                     | 39°15′00″S 72°05′00″W / 39.25°S 72.083333°V       |
| 97.  |         | Lacul Garibaldi (în engleză Garibaldi Lake) | Canada                                                    | Columbia Britanică, Munții Coastei                                    | 119                |                     | 49°55′30″N 123°00′36″W / 49.925°N 123.01°V        |
| 98.  |         | Lacul Caburgua (în spaniolă Lago Caburgua) | Chile                                                     | Provincia Cautín                                                      | 117                |                     | 39°07′40″S 71°46′24″W / 39.127778°S 71.773333°V   |
| 98.  |         | Lacul Toya (în japoneză 洞爺湖, transliterat: Tōyako)                                                                                                | Japonia                                                   | Hokkaido                                                              | 117                |                     | 42°35′00″N 140°51′00″E / 42.5833°N 140.85°E       |
| 100. |         | Lacul Hauroko (în engleză Lake Hauroko) | Noua Zeelandă                                             | Insula de Sud                                                         | 116,7              | 462                 | 46°00′00″S 167°20′00″E / 46°S 167.333333°E        |
| 101. |         | Lacul Calafquén (în spaniolă Lago Calafquén) | Chile                                                     | Provincia Cautín                                                      | 115                |                     | 39°31′12″S 72°08′50″W / 39.52°S 72.147222°V       |
| 102. |         | Lacul Mabel (în engleză Mabel Lake) | Canada                                                    | Columbia Britanică                                                    | 114                |                     | 50°35′00″N 118°43′00″W / 50.583333°N 118.716667°V |
| 103. |         | Lacul Poteriteri (în engleză Lake Poteriteri) | Noua Zeelandă                                             | Insula de Sud                                                         | 113,1              |                     | 46°01′12″S 167°06′50″E / 46.02°S 167.114°E        |
| 104. |         | Lacul Mascardi (în spaniolă Lago Mascardi) | Argentina                                                 | Provincia Río Negro                                                   | 111                |                     | 41°20′54″S 71°33′49″W / 41.348333°S 71.563611°V   |
| 104. |         | Lacul Puelo (în spaniolă Lago Puelo) | Argentina                                                 | Provincia Chubut                                                      | 111                |                     | 42°09′55″S 71°38′13″W / 42.165278°S 71.636944°V   |
| 106. |         | Lacul Taupo (în engleză Lake Taupō) | Noua Zeelandă                                             | Insula de Nord                                                        | 110                |                     | 38°48′25″S 175°54′28″E / 38.806944°S 175.907778°E |
| 107. |         | Lacul Öskjuvatn (în islandeză Öskjuvatn) | Islanda                                                   | Platoul Islandez                                                      | 109                |                     | 65°02′00″N 16°45′00″W / 65.033333°N 16.75°V       |
| 108. |         | Lacul Chilko (în engleză Tŝilhqox Biny) | Canada                                                    | Columbia Britanică                                                    | 108                |                     | 51°16′00″N 124°03′00″W / 51.266667°N 124.05°V     |
| 109. |         | Lacul Murtle (în engleză Murtle Lake) | Canada                                                    | Columbia Britanică                                                    | 107                |                     | 52°09′00″N 119°40′00″W / 52.15°N 119.666667°V     |
| 109. |         | Lacul Titicaca (în spaniolă Lago Titicaca) | Peru · Bolivia                                            | Regiunea Puno (Peru) și Departamentul La Paz (Bolivia)                | 107                |                     | 15°49′30″S 69°19′30″W / 15.825°S 69.325°V         |
| 111. |         | Lacul Tatlayoko (în engleză Tatlayoko Lake) | Canada                                                    | Columbia Britanică                                                    | 106,4              |                     | 51°33′00″N 124°24′00″W / 51.550°N 124.4°V         |
| 112. |         | Lacul Gander (în engleză Gander Lake) | Canada                                                    | Newfoundland                                                          | 105,4              |                     | 48°55′52″N 54°44′03″W / 48.931111°N 54.734167°V   |
| 113. |         | Lacul Guinas (în engleză Lake Guinas) | Namibia                                                   | Regiunea Oshikoto, Tsumeb                                             | 105                |                     | 19°13′59″S 17°21′10″E / 19.232918°S 17.352648°E   |
| 113. |         | Lacul Kauhakō (în engleză Lake Kauhakō) | Statele Unite                                             | Hawaii                                                                | 105                |                     | 21°11′16″N 156°57′58″W / 21.187778°N 156.966111°V |
| 113. |         | Lacul Maninjau (în indoneziană Danau Maninjau) | Indonezia                                                 | Sumatra                                                               | 105                |                     | 0°19′00″S 100°12′00″E / 0.316667°S 100.2°E        |
| 116. |         | Lacul Walen (în germană Walensee) | Elveția                                                   | Cantonul St. Gallen și Cantonul Glarus                                | 104,7              |                     | 47°07′19″N 9°12′53″E / 47.121944°N 9.214722°E     |
| 117. |         | Lacul celor Patru Cantoane (Lacul Lucerne) (în germană Vierwaldstättersee, în franceză Lac des Quatre-Cantons, în italiană Lago dei Quattro Cantoni) | Elveția                                                   | Lucerna, Uri, Schwyz, Nidwald, Obwald                                 | 104                |                     | 47°01′10″N 8°24′04″E / 47.019444°N 8.401111°E     |
| 118. |         | Lacul Rivadavia (în spaniolă Lago Rivadavia) | Argentina                                                 | Provincia Chubut                                                      | 103,7              |                     | 42°36′00″S 71°39′00″W / 42.600°S 71.65°V          |
| 119. |         | Lacul Takla (în engleză Takla Lake) | Canada                                                    | Columbia Britanică                                                    | 103,1              |                     | 55°18′36″N 125°46′12″V / 55.31000°N 125.77000°V   |
| 120. |         | Lacul Cochrane/Pueyrredón (în spaniolă Lago Cochrane/Pueyrredón)                                                                                     | Chile · Argentina                                         | Provincia Capitán Prat (Chile) și Provincia Santa Cruz (Argentina)    | 101,8              |                     | 47°16′00″S 72°03′00″W / 47.266667°S 72.05°V       |
| 121. |         | Lacul Clearwater (în engleză Clearwater Lake) | Canada                                                    | Columbia Britanică                                                    | 101,6              |                     | 52°14′00″N 120°12′00″W / 52.233333°N 120.2°V      |
| 122. |         | Lacul Futalaufquen (în spaniolă Lago Futalaufquen)                                                                                                   | Argentina                                                 | Provincia Chubut                                                      | 101                |                     | 42°49′43″S 71°38′17″W / 42.828611°S 71.638056°V   |
| 123. |         | Lacul Hāwea (în engleză Lake Hāwea) | Noua Zeelandă                                             | Otago, Insula de Sud                                                  | 100,5              |                     | 44°30′00″S 169°17′00″E / 44.5°S 169.283333°E      |
| 124. |         | Lacul Nueltin (în engleză Nueltin Lake) | Canada                                                    | Nunavut și Manitoba                                                   | 100                |                     | 60°09′03″N 99°45′23″W / 60.150833°N 99.756389°V   |
| 124. |         | Lacul Rara (în nepaleză राराताल, transliterat: Rārātāla)                                                                                                | Nepal                                                     | Provincia Karnali                                                     | 100                |                     | 29°31′45″N 82°05′35″E / 29.529167°N 82.093056°E   |
| 124. |         | Lacul Taal (în engleză Taal Lake) | Filipine                                                  | Luzon                                                                 | 100                |                     | 13°59′05″N 121°00′57″E / 13.984722°N 121.015833°E |
| 124. |         | Lacul Viedma (în spaniolă Lago Viedma) | Argentina                                                 | Provincia Santa Cruz                                                  | 100                | 900                 | 49°35′00″S 72°30′00″W / 49.583333°S 72.5°V        |

## Cele mai mari lacuri de pe fiecare continent în funcție de adâncimea maximă
- Africa — 1: Lacul Tanganyika, 2: Lacul Malawi, 3: Lacul Kivu
- America de Nord — 1: Marele lac al sclavilor, 2: Lacul Crater, 3: Lacul Quesnel
- America de Sud — 1: Lacul Viedma, 2: Lacul O'Higgins/San Martín, 3: Lacul Argentino
- Antarctica — 1: Lacul Vostok, 2: Lacul Concordia, 3: Lacul Ellsworth (lacuri subglaciale) — 1: Lacul Radok (lac de suprafață)
- Asia — 1: Lacul Baikal, 2: Issîk-Kul, 3: Lacul Matano
- Europa — 1: Lacul Hornindalsvatnet, 2: Lacul Salvatnet, 3: Lacul Tinn
- Oceania — 1: Lacul Hauroko, 2: Lacul Manapouri, 3: Lacul Te Anau

## Cele mai mari lacuri de pe fiecare continent în funcție de adâncimea medie
- Africa — 1: Lacul Tanganyika, 2: Lacul Malawi, 3: Lacul Kivu
- America de Nord — 1: Lacul Crater, 2: Lacul Tahoe, 3: Lacul Adams
- America de Sud — 1: Lacul General Carrera/Buenos Aires, 2: Lacul Quilotoa, 3: Lacul Fagnano
- Antarctica — 1: Lacul Vostok, 2: Lacul Concordia, 3: Lacul Ellsworth (lacuri subglaciale)
- Asia — 1: Lacul Baikal, 2: Lacul Tazawa, 3: Issîk-Kul
- Europa — 1: Crveno, 2: Hornindalsvatnet, 3: Lacul Tinn
- Oceania — 1: Lacul Te Anau, 2: Lacul Manapouri, 3: Lacul Wakatipu